# مراجع الصلاحية
مراجع الصلاحية تعنى الوصول إلى أعلى معدلات التغذية التي ينصح بها للعامة.
و قد حل مصطلح مراجع الصلاحية محل مصطلح التوجيه اليومى على الرغم أن كلاهما قائما على نفس المبادئ، ولكن الاختلاف الرئيسى بين كلاهما هو أنه يوجد معايير للتوجيه اليومى لكلا من الرجال والنساء و الأطفال على عكس مراجع الصلاحية حيث أنه يوجد لها معيار واحد للبالغين فقط.
قيم العناصر الغذائية هي جميع القيم القصوى وليس الأهداف، وهذه المعلومات للإرشاد فقط ولا ينبغى النصح بها للأفراد.
و قد أصدر قانون الاتحاد الأوروبى للعلامات الغذائية بتغيير هذه التوجيهات الخاصة بالأطعمة والأشربة في مرحلة ما قبل التعبئة ووضع مراجع الصلاحية بدلا من التوجيه اليومى  و ذلك لأن الهدف من تنظيم الاتحاد الأوروبى هو تماشى المحتوى والتعبير عن معلومات التغذية المقدمة إلى المستهلكين عبر جميع أنحاء أوروبا.
وبما أن مراجع الصلاحية خاصة فقط بالبالغين فقد أثار تجار التجزئة والمصنعون المخاوف من مواجهة الانتقادات بسبب سوء تمثيل المراجع في النظام الغذائى لمنتجات الأطفال وارتفاع معدلات سمنة الأطفال.

و قد تم المزج بين مراجع الصلاحية وألوان إشارات المرور وذلك لتسهيل فهم المعلومات.